# Луде године
Луде године је филмски серијал који је створио Зоран Чалић. У бившој Југославији је цео серијал временом постао познат под неформалним називом Жикина династија, који је заправо наслов истоименог седмог филма из 1985. који представља пародију на америчку серију Династија, која је средином 1980-их била изузетно популарна у читавој бившој Југославији.
Први филм серијала, Луде године, снимљен 1977. по роману Томислава Кетига, био је намењен првенствено омладинској публици а односио се на друштвена питања попут незаштићеног секса и тинејџерске трудноће. Међутим, у наставцима је серијал направио заокрет ка комедији, пре свега због два главна лика — Жике Павловића и Милана Тодоровића. Драгомир Бојанић Гидра, који је тумачио Павловића, преминуо је 1993. што је првобитно означило крај серијала. Међутим, 2020. потврђено је снимање наставка. Због изненадне смрти глумице Риалде Кадрић наредне године, снимање новог филма је најпре било доведено у питање, али је након измене сценарија одлучено да се сними наставак Повратак Жикине династије, чије је снимање започето у септембру 2024.
Скоро сваки филм из серијала био је критикован од стране филмских критичара. Они су критиковали лош редитељски избор и народни хумор уз руралне и урбане стереотипе који се приказују кроз ликове Жике и Милана. Упркос својој репутацији, серијал се показао као добар полигон и одскочна даска у каријери за многе глумачке таленте и будуће звезде југословенске кинематографије попут Соње Савић, Зорана Цвијановића, Николе Која, Гале Виденовић, Светислава Гонцића и других. Серијал је остварио огроман успех у бившој Југославији и Совјетском Савезу.

## Филмови
| Редни број | Наслов                         | Година |
| ---------- | ------------------------------ | ------ |
| 1.         | Луде године                    | 1977.  |
| 2.         | Дошло доба да се љубав проба   | 1980.  |
| 3.         | Љуби, љуби, ал’ главу не губи  | 1981.  |
| 4.         | Какав деда такав унук          | 1983.  |
| 5.         | Иди ми, дођи ми                | 1983.  |
| 6.         | Шта се згоди кад се љубав роди | 1984.  |
| 7.         | Жикина династија               | 1985.  |
| 8.         | Друга Жикина династија         | 1986.  |
| 9.         | Сулуде године                  | 1988.  |
| 10.        | Жикина женидба                 | 1992.  |
| 11.        | Повратак Жикине династије      | 2025.  |

## Улоге
Редовни ликови у наставцима овог филмског серијала били су:
| Живорад Жика Павловић                 | Драгомир Бојанић Гидра   | Драгомир Бојанић Гидра | Драгомир Бојанић Гидра | Драгомир Бојанић Гидра   | Драгомир Бојанић Гидра   | Драгомир Бојанић Гидра | Драгомир Бојанић Гидра   | Драгомир Бојанић Гидра   | Драгомир Бојанић Гидра   | Драгомир Бојанић Гидра    |                   |                   |                   |                   |                   |                   |                   |                   |                   |                   |                   |
| Дара Павловић                         | Дара Чаленић             | Дара Чаленић           | Дара Чаленић           |                          |                          |                        |                          |                          |                          | Оливера Викторовић (Глас) |                   |                   |                   |                   |                   |                   |                   |                   |                   |                   |                   |
| Милан Тодоровић                       | Марко Тодоровић          | Марко Тодоровић        | Марко Тодоровић        | Марко Тодоровић          | Марко Тодоровић          | Марко Тодоровић        | Марко Тодоровић          | Марко Тодоровић          | Марко Тодоровић          | Марко Тодоровић           |                   |                   |                   |                   |                   |                   |                   |                   |                   |                   |                   |
| Јелена Тодоровић                      | Јелена Жигон             | Јелена Жигон           | Јелена Жигон           | Јелена Жигон             | Јелена Жигон             | Јелена Жигон           | Јелена Жигон             | Јелена Жигон             | Јелена Жигон             | Јелена Жигон              |                   |                   |                   |                   |                   |                   |                   |                   |                   |                   |                   |
| Слободан „Боба” Павловић              | Владимир Петровић        | Владимир Петровић      | Владимир Петровић      | Владимир Петровић        | Владимир Петровић        | Владимир Петровић      | Владимир Петровић        | Владимир Петровић        |                          |                           | Владимир Петровић | Владимир Петровић | Владимир Петровић | Владимир Петровић | Владимир Петровић | Владимир Петровић | Владимир Петровић | Владимир Петровић | Владимир Петровић | Владимир Петровић | Владимир Петровић |
| Марија Павловић-Тодоровић             | Риалда Кадрић            | Риалда Кадрић          | Риалда Кадрић          | Риалда Кадрић            | Риалда Кадрић            | Риалда Кадрић          | Риалда Кадрић            | Риалда Кадрић            |                          |                           |                   |                   |                   |                   |                   |                   |                   |                   |                   |                   |                   |
| др Милутин Недељковић                 | Велимир Бата Живојиновић |                        |                        | Велимир Бата Живојиновић | Велимир Бата Живојиновић |                        | Велимир Бата Живојиновић | Велимир Бата Живојиновић | Велимир Бата Живојиновић |                           |                   |                   |                   |                   |                   |                   |                   |                   |                   |                   |                   |
| Миге                                  | Милан Срдоч              | Милан Срдоч            | Милан Срдоч            | Милан Срдоч              | Милан Срдоч              |                        | Милан Срдоч              | Милан Срдоч              |                          |                           |                   |                   |                   |                   |                   |                   |                   |                   |                   |                   |                   |
| Вука Тодоровић                        |                          | Љиљана Јанковић        |                        | Љиљана Јанковић          | Љиљана Јанковић          | Љиљана Јанковић        | Љиљана Јанковић          |                          |                          |                           |                   |                   |                   |                   |                   |                   |                   |                   |                   |                   |                   |
| Елза                                  |                          |                        | Весна Чипчић           | Весна Чипчић             | Весна Чипчић             | Весна Чипчић           |                          |                          |                          | Весна Чипчић              | Весна Чипчић      |                   |                   |                   |                   |                   |                   |                   |                   |                   |                   |
| Михајло „Миша” Павловић               |                          |                        |                        | Михаило Јевтић           | Борис Миливојевић        | Никола Којо            | Никола Којо              | Никола Којо              |                          |                           | Никола Којо       |                   |                   |                   |                   |                   |                   |                   |                   |                   |                   |
| Наташа                                |                          |                        |                        |                          |                          | Гала Виденовић         | Гала Виденовић           |                          |                          |                           |                   |                   |                   |                   |                   |                   |                   |                   |                   |                   |                   |
| Грофица Ниночка Николајевна Романова  |                          |                        |                        |                          |                          | Вука Дунђеровић        |                          |                          |                          | Вука Дунђеровић           |                   |                   |                   |                   |                   |                   |                   |                   |                   |                   |                   |
| Светислав Бркић - Херберт фон Карајан |                          |                        |                        |                          |                          |                        |                          | Никола Симић             | Никола Симић             |                           |                   |                   |                   |                   |                   |                   |                   |                   |                   |                   |                   |

## Промена имена улога кроз серијал
Занимљиво је да су неки глумци тумачили по неколико различитих улога у серијалу.
- Предраг Милинковић је у другом делу глумио Жикиног рођака, у шестом поштара, седмом виолинисту, и деветом пацијента у болници.
- Петар Лупа је у првом и другом делу играо пијанца, а у петом диригента на проби.
- Снежана Савић је у седмом делу тумачила девојку коју су Жика и Милан послали код Мише у возу, а у десетом делу певачицу.
- Ранко Ковачевић је у првом делу играо Дивљака, а у шестом руског таксисту.
- Ванеса Ојданић се у петом делу појавила као девојка са каранфилом, за коју је Милан помислио да му се јавила на оглас, у шестом делу као Оља и у десетом делу као туђманка.

## Занимљивости и недоследности
- С обзиром на то да у филму Дошло доба да се љубав проба директор школе (Стево Жигон) ословљава Милана са "друже Ђорђевићу", у прва два филма серијала Маријина породица се презивала Ђорђевић, за разлику од осталих наставака где се презива Тодоровић.
- Серијал је неочекивано одолео променама глумаца, са изузетком лика Мише који је морао да буде замењен због старости глумаца.
- Улогу Марије требало је да игра Соња Савић, али је замењена Риалдом Кадрић. Риалда је дошла пред само снимање, иако су се глумац Владимир Петровић и Соња дуго припремали за главне улоге.[6] Соњи је касније ипак додељена споредна улога, па је тумачила Лидију, Бобину другарицу.
- Након филма Љуби, љуби, ал' главу не губи, глумица Дара Чаленић је напустила серијал пошто се са супругом Владом Петрићем одселила у Сједињене Америчке Државе.
- У филму Какав деда такав унук оригинално је постојала сцена где лик Даре пада у буре са водом док је прала прозоре, која је касније уклоњена и замењена сценом у којој Жика на гробу описује њену смрт.
- Након филма Друга Жикина династија, Риалда Кадрић се одселила у Лондон, због чега се ликови Марије и Бобе нису појављивали у последња два наставка серијала. У филму Жикина женидба објашњено је да су се Марија и Боба одселили у Лондон због њене докторске специјализације.
- Из јавности непознатих разлога, лик Мише се такође није појавио у последња два наставка серијала. У Жикиној женидби, Жика такође помиње како Миша и Наташа живе у Москви, где приређују концерте у дуету.
- Након завршетка снимања филма Сулуде године, сценариста Јован Марковић је са Драгомиром Бојанићем Гидром имао у плану снимање телевизијске серије Жикини мемоари, где би лик Жике Павловића у бањи коментарисао догађаје из серијала. Међутим, до реализације није дошло услед Гидрине болести.[7][8]
- Након смрти Зорана Чалића снимање наставка је више пута планирано, али је одлагано због недостатка новца.
- Филмски центар Србије је 2018. године првобитно одбио да финансира девет пројеката међу којима је био и филм Повратак Жикине династије[9]. Међутим, две године касније је на конкурсу подржао снимање наставка, за шта је издвојено 22,5 милиона динара.[10]

## Награде
Зоран Чалић је за филмове Луде године и Дошло доба да се љубав проба добио пет награда на међународним фестивалима: Ормина на Сицилији, два пута у Салерну, Александрији и Уницеф награду у Абруцу.

## Гледаност
- Филм Дошло доба да се љубав проба премијерно је приказан у Београду 31. јануара 1980. године. Због своје велике гледаности и популарности, направио је застој у приказивању осталих филмова те године. У свим београдским биоскопима приказиван је у ударним терминима до 4. маја, када је скинут са репертоара због смрти Јосипа Броза Тита. До тада, само у Београду га је гледало 600.000 гледалаца.[12]
- Сви филмови из серијала су имали велику гледаност, осим на просторима бивше Југославије били су популарни и у земљама Источног Балкана. Филмови су стекли велику популарност а глумци постали велике филмске звезде у Русији. Риалда Кадрић је 1980. године добила позив да учествује на Филмском фестивалу у Москви где је дочекана као холивудска дива.
- Други наставак Дошло доба да се љубав проба приказиван је у двадесетак московских биоскопа, а на карте се чекало више од три месеца.
- Због великог успеха и гледаности серијала у Русији, филм Шта се згоди кад се љубав роди сниман је наменски за њихово тржиште. По сценарију филма Миша се заљубљује у Рускињу Наташу, због чега се у филму се доста говори руским језиком.[12]

## Популарност
- Иако је Драгомир Бојанић Гидра остварио преко сто улога у својој каријери, овај филмски серијал је обележио његову каријеру а улога Жике Павловића сматра се ремек делом у српској и југословенској кинематографији.
- Никола Којо је у овом серијалу остварио једну од првих главних улога што га је учинило једног од најпопуларнијих и најпознатијих глумаца млађе генерације у тадашњој Југославији а касније добија главну улогу у филму Ми нисмо анђели.
- Гала Виденовић се прославила у филму Шта се згоди кад се љубав роди и наставила да игра Рускињу Наташу у овом серијалу, популарност јој је донела и велике улоге у филмовима Држање за ваздух и Јагоде у грлу као и главну улогу у серији Метла без дршке и у филму Бал на води.

## Локације
Локација куће у којој су живели Милан и Јелена у серијалу више пута је мењана. У прва три филма живе у центру града, у згради преко пута Конака књегиње Љубице. Наредна три филма живели су у велелепној вили на Дедињу. Још два пута су живели у различитим вилама, такође на Дедињу. Филм Жикина династија је снимљен у кући у којој су снимани бројни домаћи филмови и серије док је наредни наставак сниман у кући у којој је живео и Озрен Солдатовић из серије Срећни људи. Занимљиво је да су се у филму Жикина женидба вратили у кућу из четвртог филма Какав деда, такав унук.